# Comaster
Comaster is een geslacht van haarsterren uit de familie Comatulidae.

## Soorten
- Comaster audax Rowe, Hoggett, Birtles & Vail, 1986
- Comaster multifidus (Müller, 1841)
- Comaster nobilis (Carpenter, 1884)
- Comaster schlegelii (Carpenter, 1881)